# Centro (Ipatinga)
Centro é um bairro do município brasileiro de Ipatinga, no interior do estado de Minas Gerais. Localiza-se no distrito-sede, estando situado na Regional IV. Segundo o censo demográfico de 2022, realizado pelo Instituto Brasileiro de Geografia e Estatística (IBGE), sua população era de 1 825 habitantes e havia 841 domicílios particulares permanentes ocupados. Possui área de 0,2 km² conforme a prefeitura, o que inclui a Região Administrativa da cidade.
De acordo com o IBGE, em 2010 a população era de 2 777 habitantes e havia 893 domicílios particulares.

## História

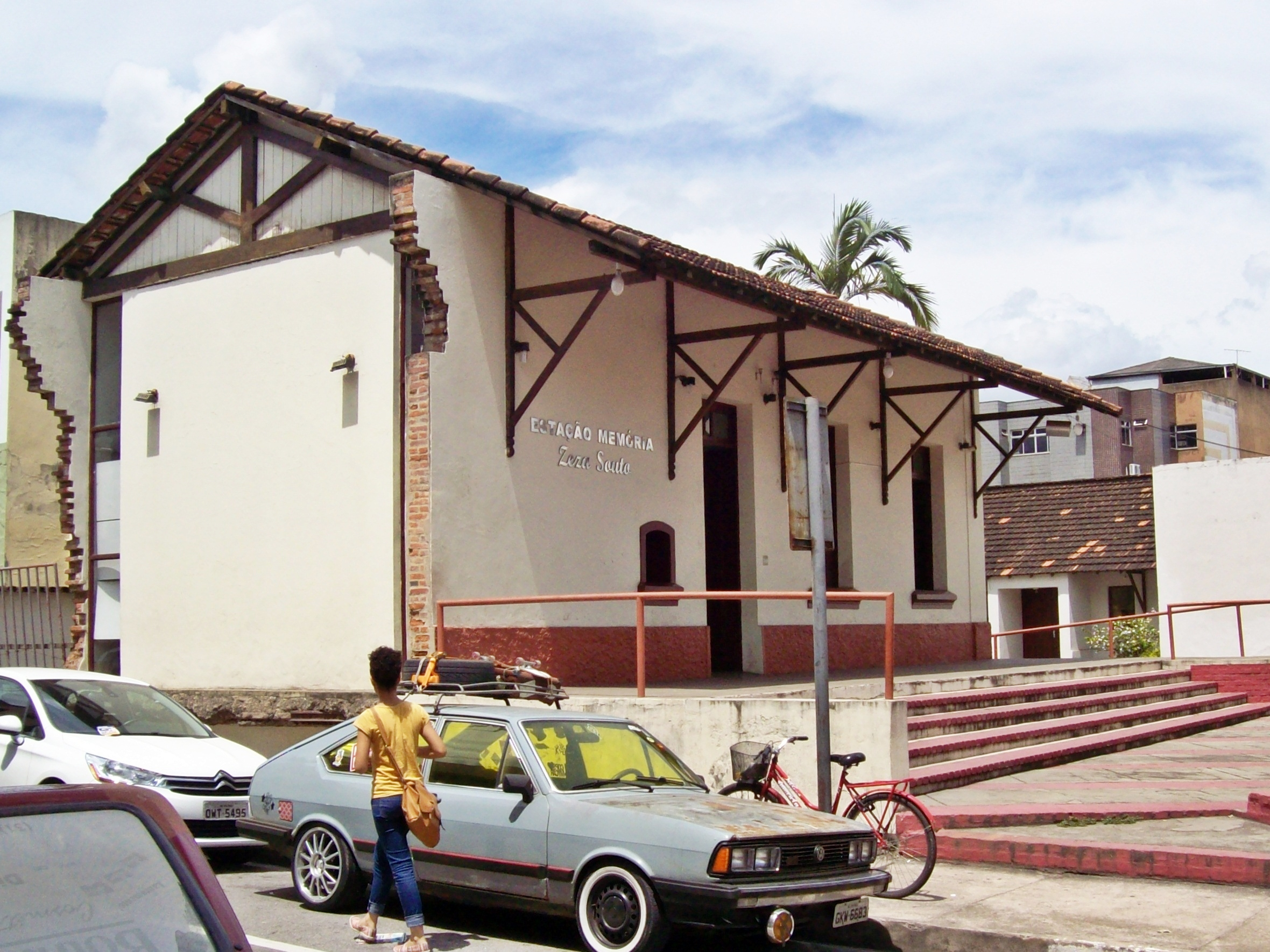
Estação Memória Zeza Souto, Antiga Estação Ferroviária de Ipatinga.

A área do atual Centro de Ipatinga começou a ser povoada após a construção da Estação Pedra Mole na década de 1920. O povoamento se desenvolveu ao redor de uma rua principal, a Rua do Comércio (atual Avenida 28 de Abril), perto da margem do ribeirão Ipanema. Por volta de 1930 o traçado da Estrada de Ferro Vitória a Minas (EFVM) foi alterado para mais perto do povoado. Neste ano foi construída a segunda estação ferroviária de Ipatinga, em substituição à antiga Estação Pedra Mole.
Posteriormente, com a instalação da Usiminas em uma área vizinha, houve um súbito crescimento populacional na localidade iniciado na década de 1950. A implantação da siderúrgica deu início a um contexto de progresso econômico em Ipatinga, que atraía moradores de outras cidades. Dessa forma, em contraste com o conjunto de bairros planejados que foram construídos pela empresa nas proximidades, no Centro antigo foram multiplicadas as ocupações irregulares e improvisadas, carentes de infraestrutura básica e de acesso a serviços como água potável e energia elétrica, habitadas sobretudo por aqueles que não conseguiam emprego na indústria. O movimento comercial, por sua vez, foi intensificado pela construção da usina, mas era limitado pela falta de estrutura.

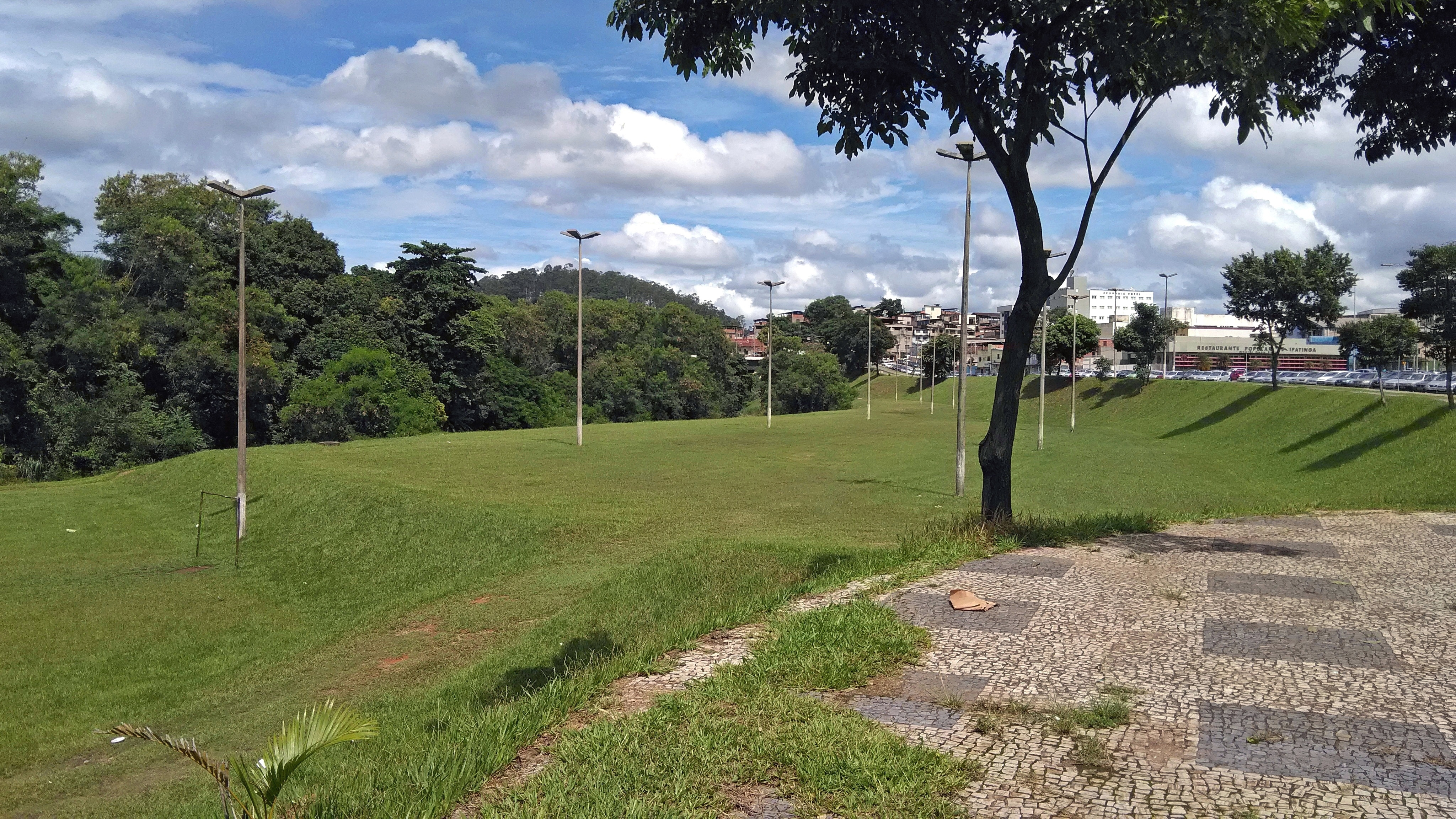
Área livre na borda do ribeirão Ipanema, criada como parte do "Novo Centro".

A malha urbana do Centro de Ipatinga se consolidou com ruas e calçadas estreitas e poucas áreas verdes, sob efeito da ocupação sem planejamento. Com o esgotamento de espaços públicos livres, surgiu a primeira favela de Ipatinga em uma área na margem do ribeirão Ipanema, na Rua São José, popularmente conhecida como "Rua do Buraco", que era frequentemente atingida por enchentes. Na década de 1960, houve uma nova alteração do traçado da Estrada de Ferro Vitória a Minas e a ferrovia foi transferida para fora do bairro. Ipatinga se emancipou de Coronel Fabriciano em 1964, quando as ruas principais do Centro começaram a ser reestruturadas. Entre as décadas de 1960 e 70 a administração pública executou a pavimentação de vias e começou a implementar redes de esgoto.
Na década de 1990, o Centro de Ipatinga passou por um processo de reurbanização com o projeto do "Novo Centro", financiado pelo Banco Mundial, com sua inauguração em 27 de abril de 1997. Além de revitalizar a região central, a antiga Rua do Buraco foi desapropriada e cedeu espaço a uma área livre de ocupações com equipamentos de lazer. Neste local foi construída a Estação Pouso de Água Limpa, de onde partia o trem da Estrada de Ferro Caminho das Águas, uma ferrovia turística de 2,6 km que integra o Novo Centro ao Parque Ipanema pela margem do ribeirão Ipanema. As famílias que foram desapropriadas, por seu turno, foram transferidas para o bairro Planalto II, construído para esse fim ao lado do Veneza. Já na década de 2000, o Centro se consolidou como uma área predominantemente comercial. Com isso, a população começou a se reduzir, sendo comum que casas cedessem espaço a edifícios de uso misto com até três pavimentos.

## Descrição

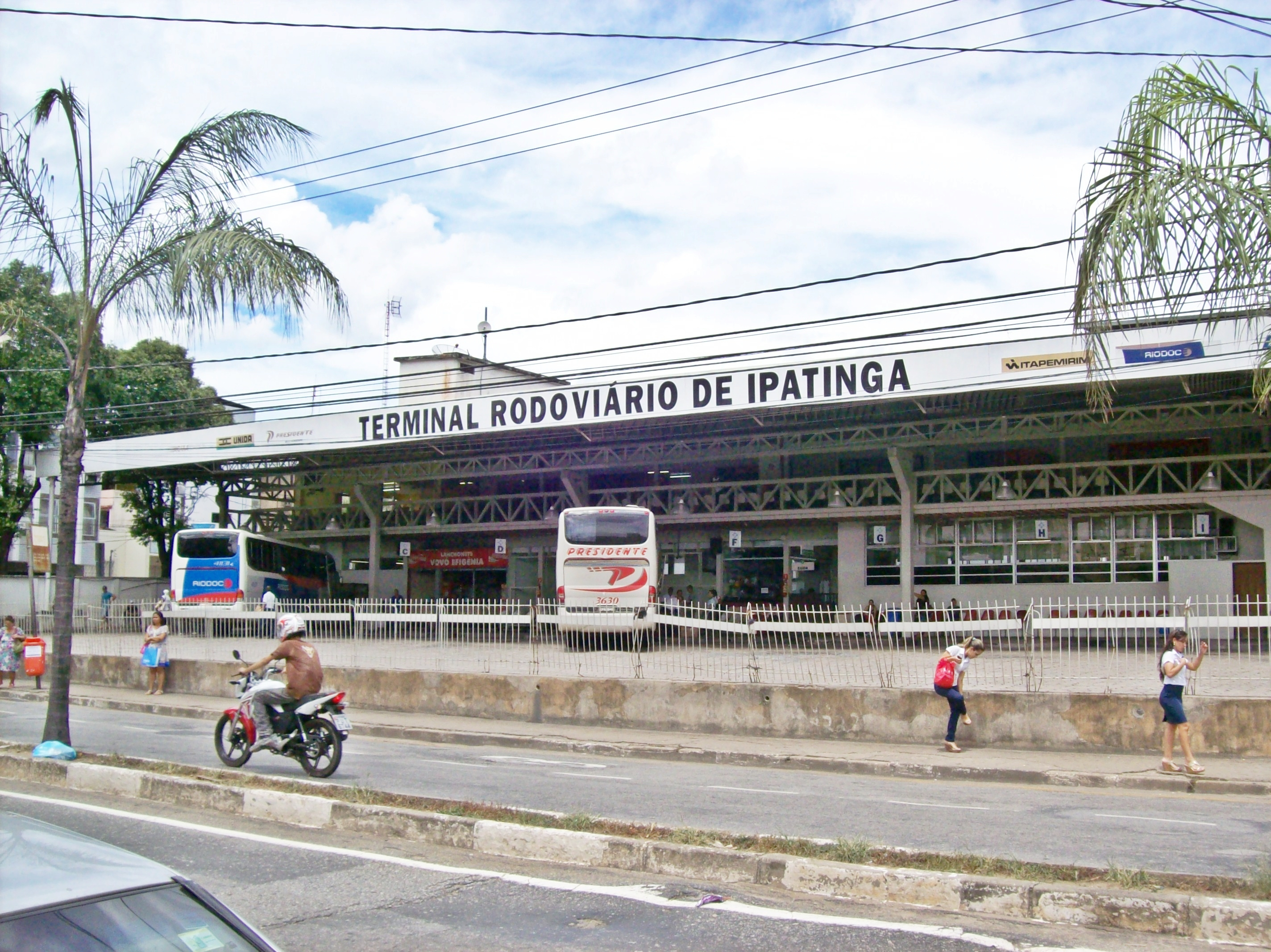
Vista do Terminal Rodoviário de Ipatinga

O Centro de Ipatinga está situado entre a Avenida Cláudio Moura, trecho urbano da BR-458, e o ribeirão Ipanema. Corresponde ao centro administrativo do município, como também importante polo comercial. Na Praça dos Três Poderes estão situadas as sedes da prefeitura, inaugurada em 29 de janeiro de 1977, e da Câmara Municipal, inaugurada em 2004, e o Fórum da Comarca de Ipatinga. Devido à importância como núcleo comercial, a movimentação de veículos e pessoas é constante. Esse fluxo intenso, associado ao fato das ruas e calçadas serem estreitas, dá origem a frequentes congestionativos de trânsito.
No Centro de Ipatinga está localizado o terminal rodoviário da cidade, além de ser para onde se convergem a maioria das linhas de ônibus do transporte público coletivo urbano. Da Estrada de Ferro Vitória a Minas foram preservados o Pontilhão de Ferro na divisa com o bairro Veneza e a Antiga Estação Ferroviária de Ipatinga, construída em 1930 e desativada na década de 1960, com a alteração do trajeto da via férrea. A velha estação foi transformada em museu em 1993, denominado "Estação Memória Zeza Souto" desde 2006. Essas construções foram tombadas como patrimônio cultural do município.
Outros pontos de referência do Centro de Ipatinga são as praças da Bíblia, Sermão da Montanha (na margem do ribeirão Ipanema) e dos Pioneiros (antiga Praça 1º de Maio). O Centro sedia a Paróquia Cristo Rei, que também possui comunidades em bairros próximos e está subordinada à Diocese de Itabira-Fabriciano. Foi a segunda paróquia de Ipatinga, desmembrada da Paróquia Nossa Senhora da Esperança do Horto em 1963. Segundo o IBGE, o bairro possui uma área considerada como favela e comunidade urbana, denominada Cemitério Velho, que tinha 326 habitantes em 2022.